# Nice Guys
 Nice Guys ist ein Musikalbum des Art Ensemble of Chicago. Die im Mai 1978 im Tonstudio Bauer, Ludwigsburg, entstandenen Aufnahmen erschienen 1979 auf ECM Records.

## Hintergrund
Auf Empfehlung von Thomas Stöwsand, der das Konzertpotential der Formation richtig einschätzte, gab ECM dem Art Ensemble of Chicago einen neuen Vertrag, nachdem Atlantic an weiteren Produktionen nicht mehr interessiert war. Nice Guys erschien nach einer fünfjährigen Studiopause des  Art Ensemble of Chicago (1973 wurde Fanfare for Warriors eingespielt; 1974 war noch das 1978 veröffentlichte Livealbum Kabalaba beim Montreux Jazz Festival entstanden) als erstes der Gruppe für das deutsche Label ECM. Während dieser fünf Jahre tourte das Art Ensemble durch Europa und baute seine kompositorischen, improvisatorischen und theatralischen Jazz-Grundlagen weiter aus, die auf Nice Guys festgehalten wurden. Dem Album folgten die Produktionen Full Force (1980), Urban Bushmen (1982) und The Third Decade (1984). Das von Martin Wieland bei einem zweitägigen Studiotermin aufgenommene Album enthält sechs Stücke, jeweils zwei von Roscoe Mitchell und Joseph Jarman und je eines von Lester Bowie und Don Moye.
Auf der Rückseite des Covers befanden sich zwei wichtige Textteile, die sowohl die stolze Zugehörigkeit der Gruppe zur Heimatstadt – „Das Art Ensemble of Chicago ist eine AACM-Gruppe“ – als auch ihr Leitbild zum Ausdruck bringen: „Great Black Music – Ancient to the Future“. Diese Phrase, die Bowie und Favours Ende der 1960er Jahre als Motto für die AACM als Ganzes prägten und später von Favours ergänzt wurde, enthielt eine Vielzahl von Elementen, so Hank Shteamer. Erstens war es eine Geste des Selbstwertgefühls, da die Musiker mit „Great Black Music“ den Begriff des Jazz und die mit ihm verbundene Stigmatisierung (hinsichtlich Image und Bezahlung) vermeiden wollten.
Zweitens sei der Slogan eine Aussage zur Ästhetik des Art Ensemble gewesen, so Shteamer. Die Mitglieder der Gruppe verfügten alle über eine reiche musikalische Tradition: Favours und Mitchell in den Kirchen ihrer Familie und in Clubs rund um Bronzeville, das pulsierenden South-Side-Viertel, das während der Great Migration als Zentrum des afroamerikanischen Kulturlebens in Chicago diente; Jarman saugte zu Hause Gospel und Jazz auf und studierte an der DuSable High School in Chicago bei dem legendären Musikpädagogen Walter Dyett; und Bowie lernte von seinem Vater, einem renommierten Kapellmeister, als er in St. Louis aufwuchs. Sie begrüßten die aktuelle Jazz-Avantgarde, insbesondere die Arbeit von Ornette Coleman, aber für sie bedeutete die Auseinandersetzung mit dem Neuen nicht eine Ablehnung dessen, was vorher war oder was sie noch um sich herum hörten. Ihr 1969 erschienenes Album Message to Our Folks enthielt Interpretationen des Gospel-Klassikers „Old Time Religion“ und des Charlie-Parker-Bebop-Standards „Dexterity“ sowie des offen an James Brown erinnernden „Rock Out“. Zur gleichen Zeit arbeitete die Gruppe auch an einem avantgardistischen Funk-Song mit Fontella Bass, Bowies damaliger Frau und der mit „Rescue Me“ erfolgreichen R&B-Sängerin, der 1970 auf dem Soundtrack-Album Les Stances à Sophie erschien. Darüber hinaus empfanden die Musiker die sich schnell herauskristallisierende Ästhetik des Free Jazz an der Ostküste der USA, die oft eine brodelnde Intensität bevorzugte, als einschränkend.

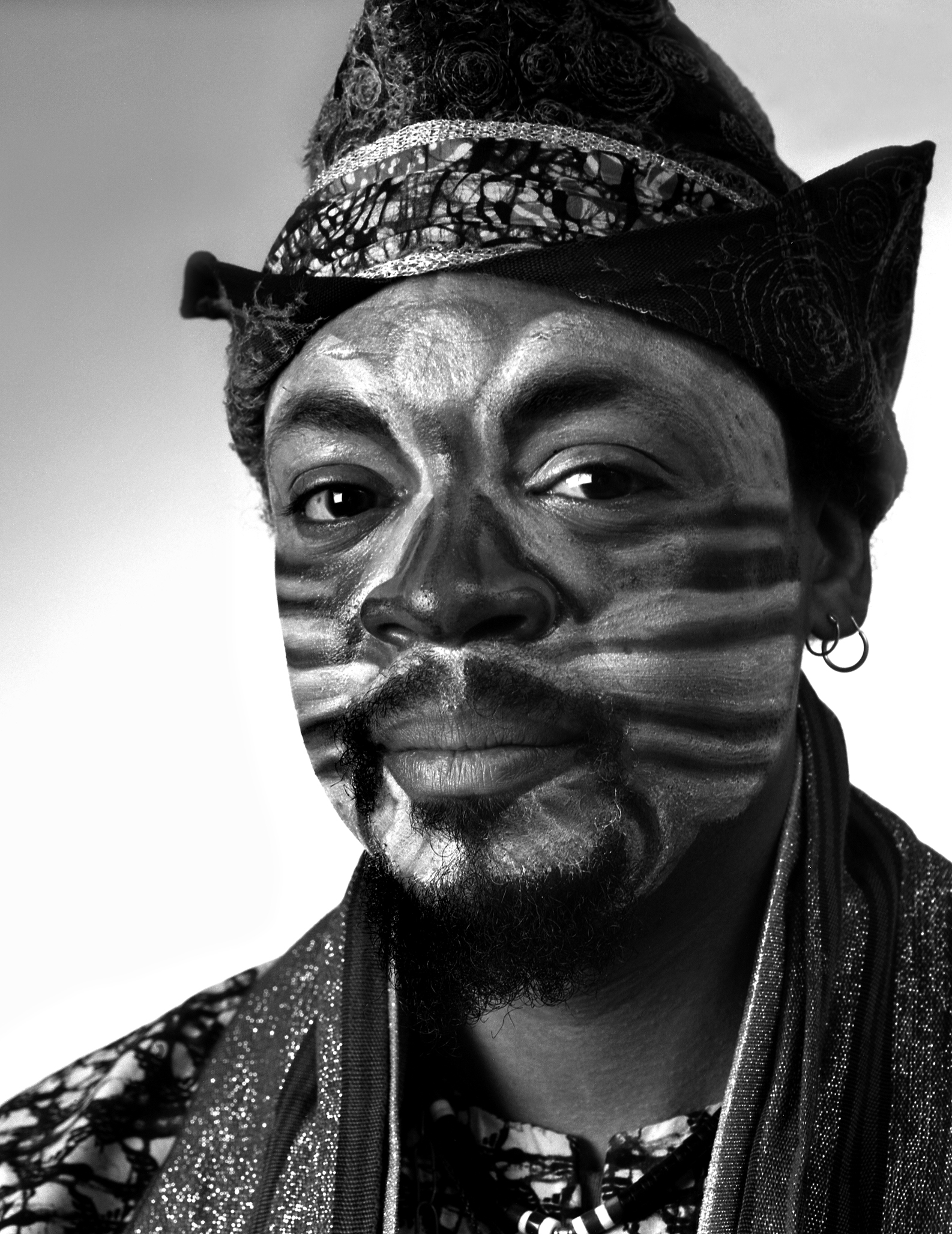
Don Moye (1982)

„Rhythm & Blues, Rock'n'Roll, Spirituals, Swing, Dixie, Reggae, Bebop, Funk – all diese Dinge stehen uns als Praktikern der Great Black Music zur Verfügung“, sagte Jarman später in einem Interview mit dem Schriftsteller Martin Johnson.
Die eigene markante visuelle Identität des Art Ensemble konnte bei Nice Guys nachvollzogen werden: Auf der Innenhülle sehen wir auf Fotografien, wie sich jeder der Musiker auf einen Auftritt vorbereitet, was für einige der beteiligten Mitglieder, wie Moye es einmal ausdrückte, „farbenfrohe, afrikanische Projektionen vom Typ Dritte Welt“ waren, die sich in Gesichtsbemalung manifestierten, und Outfits, die ins Auge fielen. In den Worten des Schlagzeugers aktivierten diese visuellen Elemente eine bühnenreife Denkweise und halfen ihm, „sich auf ein Niveau zu entwickeln, das hoch genug ist, um mit der Musik klarzukommen“. Ebenso nahm Moye Mitte der 1970er-Jahre den Namen Famoudou von einem guineischen Schlagzeuger an, den er bewunderte, während Favours den Nachnamen Maghostus als Hommage an eine ägyptische Gottheit und einen Pharao annahm.

## Titelliste
- Art Ensemble of Chicago: Nice Guys (ECM 1126, ECM Records 2301 126)[4]

A1 Ja (Bowie) 8:40

A2 Nice Guys (Mitchell) 1:40

A3 Folkus (Moye) 11:02

B1 597-59 (Jarman) 6:42

B2 Cyp (Mitchell) 4:50

B3 Dreaming of the Master (Jarman) 11:40

## Rezeption

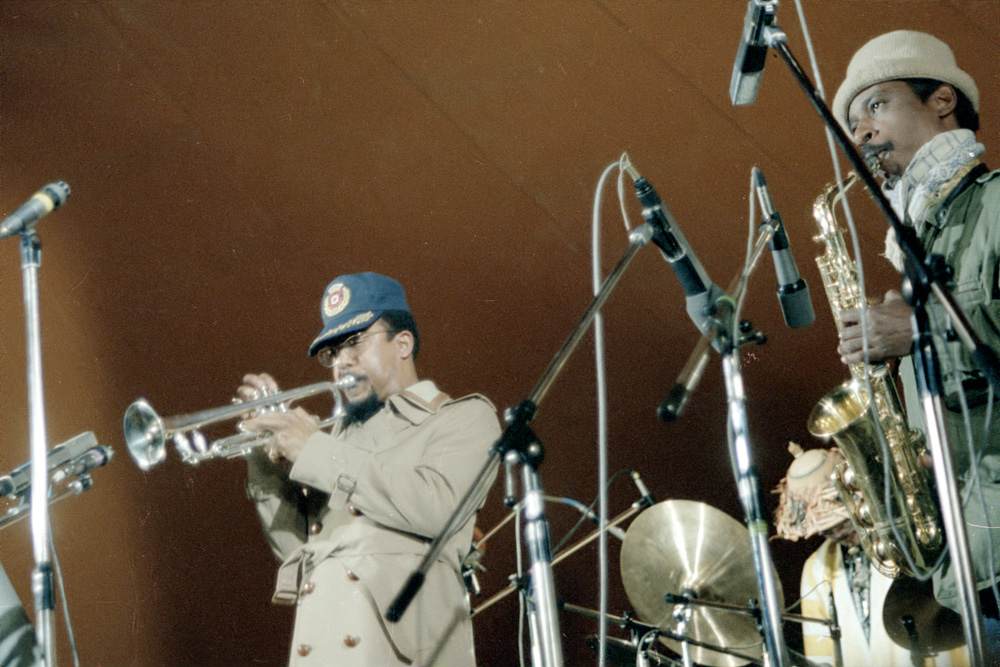
Art Ensemble of Chicago (New Jazz Festival Moers) 1978

Alleine in den USA verkaufte sich das Album mehr als 40.000 mal. Al Campbell verlieh dem Album in Allmusic viereinhalb Sterne und schrieb, es zeige, wie es dem Art Ensemble gelungen ist, einzelne Kompositionen in ein vollständig realisiertes, überraschend zugängliches Avantgarde-Gruppenkollektiv zu verwandeln. Nice Guys würde seinen Vorsprung beibehalten, indem es Reggae, New-Orleans-Märsche und eine großzügige Raumnutzung einbeziehe, ergänzt durch „kleine Instrumente“ (Autohupe, Pfeifen usw.). Der stärkste Teil dea Albums aber seii das Finale „Dreaming of the Master“, das Miles Davis gewidmet ist und nicht unähnlich Davis Quintett aus der Mitte der 1960er-Jahre klingt – jedoch ohne dabei den AEC-Touch zu verlieren.
Frühe Aufnahmen aus der Zeit, bevor sich die Gruppe auf ihre kollektive Identität festlegte – wie Sound, ein erstaunlich selbstbewusstes Album aus dem Jahr 1966, das unter Mitchells Namen veröffentlicht wurde – seien von entscheidender Bedeutung, ebenso wie die Fülle an LPs, die die Band in Frankreich machte, nachdem sie 1969 vorübergehend dorthin umgesiedelt war. Ein weiterer Höhepunkt sei Fanfare for the Warriors gewesen, eine Atlantic-LP von 1973, das die Mitglieder mit ihrem Mentor Muhal Richard Abrams wieder vereint hatte, schrieb Hank Shteamer in Pitchfork Media. Einen künstlerischen Höhepunkt hätte das Art Ensemble jedoch während seiner etwa sechsjährigen anfänglichen Zusammenarbeit mit ECM erreicht, meinte Hank Shteamer in seiner Besprechung von Nice Guys in Pitchfork Media. Dieses Album mit dem unscheinbaren Titel Nice Guys sei so kompromisslos und einladend sei, wie Avantgarde-Musik nur sein könne.
In gewisser Weise wirke die Platte wie ein Manifest, das die Eckpfeiler der musikalischen und konzeptionellen Agenda der Gruppe darlegt, so Shteamer weiter. Insgesamt zeige Nice Guys deutlich, dass tatsächlich ein besseres System gefunden werden musste, eines, das es seinen Mitgliedern ermöglichen könnte, sich von einschränkenden Formen zu befreien und sowohl das Experimentieren als auch, ja, die Tradition zu ihren eigenen Bedingungen anzunehmen. „Great Black Music“ sei ernst gemeint, postuliere das Album, ein Ritual, auf das man sich vorbereiten müsse, aber es könne auch eine verdammt gute Zeit sein. „Setzen Sie sich an unseren Tisch, schien die Kombination aus Musik und Bild [auf dem Frontcover] zu sagen. Schließlich sind wir soooo schön.“
Diese Platte würde ein breites Spektrum abdecken, meinte Eden Tizard (The Quietus). Man könne hören, wie sie Reggae-Elemente aufnehmen, ihre Leidenschaft für „kleine Instrumente“ weiter erforschen und „vom Meister“ Miles Davis selbst träumen. Es würde auch eine Art Wendepunkt markieren, das Ende einer fünfjährigen Stille in Bezug auf aufgenommenes Material und eine, die eine fulminante Plattenserie für den Musiklabel-Giganten ECM eingeläutet habe. Man könne sagen, das mache es zu einem idealen Einstiegspunkt für Uneingeweihte.
Man könne kaum behaupten, dass das Album am weitesten von der [Jazz-]Tradition entfernt sei. Im Vergleich zu anderem Jazz aus diesem Jahrzehnt sei es nicht so sinnlich aufdringlich oder formal gewagt wie etwa Alice Coltranes „Universal Consciousness“, Don Cherrys „Organic Music Society“ oder Miles Davis‘ On the Corner. Aber was die Platte leiste, dass die kompositorischen Fähigkeiten der Gruppe in einer Qualität von immer höherer Auflösung weiterentwickelt würden, so Tizard weiter. Bemerkenswert sei auch, dass auf dem Album dieses enorme Gefühl von Leichtigkeit und Zusammenhalt herrsche, bei dem man die Freude daran hören kann, dass die Launen jedes einzelnen Musikers offen und frei erforscht werden. Es sei eines der prägnantesten, konsistentesten und befriedigendsten Statements des Ensembles, das die vielfältigen Ideen der Gruppe bis zu diesem Zeitpunkt dokumentiert, aber mit einem Blick, der immer nach vorne zeige.